# Nacionalno prvenstvo ZDA 1942
Nacionalno prvenstvo ZDA 1942 v tenisu.

## Moški posamično
Ted Schroeder :  Frank Parker  8-6 7-5 3-6 4-6 6-2

## Ženske posamično
Pauline Betz Addie :  Louise Brough Clapp  4-6, 6-1, 6-4

## Moške dvojice
Gardnar Mulloy /  Bill Talbert :  Ted Schroeder /  Sidney Wood 9–7, 7–5, 6–1

## Ženske dvojice
Louise Brough /  Margaret Osborne :  Pauline Betz /  Doris Hart 2–6, 7–5, 6–0

## Mešane dvojice
Margaret Osborne /   Bill Talbert :  Patricia Todd /  Alejo Russell 3–6, 6–1, 6–4